# Where Did Our Love Go
"Where Did Our Love Go" er en sang fra 1964 skrevet og produceret af Holland-Dozier-Holland og indspillet af The Supremes for Motown Records.
"Where Did Our Love Go" var den første single fra The Supremes, der nåede førstepladsen på Billboard Hot 100 pop singles i USA, hvor den lå på førstepladsen i to uger fra den 16. til den 29. august 1964. Sangen var den første af i alt fem singler i træk for The Supremes, der blev nr. 1 på den amerikanske single-hitliste (de følgende var "Baby Love," "Come See About Me," "Stop! In the Name of Love," og "Back in My Arms Again"). Singlen blev også nr. 1 på Cash Box R&B singles chart.
The Supremes' version af "Where Did Our Love Go" er optaget som nr. 475 på Rolling Stones 500 Greatest Songs of All Time.

## Indspilning
Ifølge Brian Holland blev "Where Did Our Love Go" oprindeligt skrevet med tanke på The Supremes. Supremes medlemmet Mary Wilson har ganske vist i bogen Dreamgirl: My Life As a Supreme  hævdet, at sangen oprindeligt blevet skrevet til The Marvelettes, men såvel Brian Holland som The Marvelettes har afvist dette. Marvelettes medlemmet Katherine Anderson-Schnaffer har senere givet udtryk for, at sangen ikke helt passede til gruppens repertoire, da sangen var skrevet med en langsommere rytme, end det uptempo, som Marvelettes foretrak. Da sangen blev givet til the Supremes, var gruppens medlemmer misfornøjede med singlen, Florence Ballard forklarede senere, at gruppen havde ønsket en stærkere single i stil med the Marvelettes' "Please Mr. Postman". Selvom gruppen ikke mente, at sangen havde det nødvendige hook til at gøre sangen til en ørehænger, men i erkendelse af, at de ikke havde noget valg, accepterede de at indspille sangen.
Der var i begyndelsen diskussion blandt producerne om, hvem der skulle synge lead på sangen, der var skrevet i et toneleje, der lå til Mary Wilson, men da Berry Gordy havde insisteret på, at Diana Ross skulle være gruppens frontfigur, gav producerne til sidst sangen til Ross, der sang sangen i sit normale register ved indspilningen, der fandt sted den 8. april 1964. Ross blev dog bedt om at synge sangen i et lavere leje end normalt, hvilket Ross var utilfreds med under indspilningen. De øvrige medlemmer af gruppen, Ballard og Wilson, blev instrueret om alene at synge "Baby" flere gange og sangens titel.

## Udgivelse og modtagelse
"Where Did Our Love Go" blev udgivet på single den 17. juni 1964 og gik ind på hitlisten Hot 100 som nr. 37. Seks uger senere, da Supremes var på turne som en del af Dick Clark's "American Bandstand Caravan of Stars", blev sangen nr. 1, hvor den lå i to uger. Gruppen begyndte turnéen med en placering nederst på plakaten, men ved afslutningen af turneen, var gruppen hovednavnet. De spillede sangen på NBC's varietéprogram Hullabaloo den 26. januar 1965.
"Where Did Our Love Go" fik stor betydning for The Supremes karriere. Inden singles udgivelse havde de fået ry som værende et af Motowns mislykkede projekter, og blev af kollegerne på Motown omtalt som "No Hit"-Supremes. Trods opbakning fra Berry Gordy havde gruppens singler havde svært ved at klemme sig ind på Top 100, og gruppen stod i skyggen af de øvrige kvindelige Motown-artister som Martha & the Vandellas og Mary Wells. Med "Where Did Our Love Go" fik gruppen endelig et gennembrud.
Da Nelson George i 2003 skrev biografi om Motowns storhed og fald, valgte han titlen Where Did Our Love Go? for bogen.

## Andre udgivelser
Sangen blev inkluderet som den første sang og som titelnummer på gruppens andet album Where Did Our Love Go, der blev udsendt senere på året.
Af hensyn til det tysktalende marked blev der tillige indspillet en version af nummeret med tysk tekst under titlen ""Baby, Baby, Wo ist Unsere Liebe".

## Medvirkende
- Diana Ross, sang
- Florence Ballard og Mary Wilson, kor
- The Funk Brothers, alle instrumenter
- Mike Valvano, fodtramp

## Hitlisteplaceringer
| Hitliste                          | Bedste placering |
| --------------------------------- | ---------------- |
| U.S. Billboard Hot 100            | 1                |
| U.S. Cash Box R&B Singles Chart   | 1                |
| U.S. Cash Box Pop Singles Chart   | 1                |
| Canadian RPM Top 40 singles chart | 1                |
| UK Singles Chart                  | 3                |
| MegaCharts                        | 4                |
| VG-lista                          | 6                |

| Foregående: "Everybody Loves Somebody" med Dean Martin | Billboard Hot 100 nr. 1 22. august 1964 | Efterfølgende: "The House of the Rising Sun" med The Animals |
| Foregående: "A Hard Day's Night" med The Beatles       | Canadisk RPM nr. 1 31. august 1964      | Efterfølgende: "House of the Rising Sun" med The Animals     |

## Coverversioner
"Where Did Our Love Go" er blevet indspillet af en lang række artister og er blevet spillet ved koncerter m.v. Væsentlige covers er følgende:
- Selvom det ikke var et egentligt cover, er melodien og akkorderne på The Four Tops' "I Can't Help Myself (Sugar Pie Honey Bunch)" næsten identisk med "Where Did Our Love Go". "I Can't Help Myself" blev nr. 1 i 1965.
- I 1968 blev sangen indspillet af The Clarendonians under titlen "Baby Baby". The Clarendonians var en ska og rocksteady vokalgruppe fra Jamaica.
- I 1971 indspillede Donnie Elbert et cover.
- The J. Geils Band fik et mindre hit med sangen i 1976, der var hentet fra bandets livealbum Blow Your Face Out. J. Geils Band opnåede en placering som nr. 68 på Billboard Hot 100 med sangen.
- I 1978 indspillede Ringo Starr et cover, der blev udgivet på albummet Bad Boy.
- I 1981 udgav Soft Cell et cover af sangen og udgav endvidere et cover med Gloria Jones' "Tainted Love", der gik over i "Where Did Our Love Go".
- Adam Ant optrådte med sangen i 1983 i tv-showet MOTOWN: Yesterday, Today, Forever.
- I 1986 indspillede den norske swing/pop duo Bobbysocks! sangen på LP'en Waiting for the Morning.
- I 1993 udgav Sinitta "The Supreme EP" der indeholdt "Where Did Our Love Go" og to andre Supremes hits og Diana Ross' single "Remember Me". Ep'en blev nr 49 i UK.
- Spice Girls fremførte "Where Did Our Love Go" live i 1998 i forbindelse med turnéen Spiceworld Tour. Sangen blev sunget af Baby Spice aka Emma Bunton.
- Sangens intro blev samplet og indgik i Ace of Base sangen fra 1998, "Always Have Always Will".
- Electropop-gruppen Gluebound indspillede sangen på deres album fra 1998 Essential Interpretations: Today's Great Artists Perform Yesterday's Classics.
- Lamont Dozier indspillede i 2004 sangen på albummet Reflections Of, hvor Dozier indspillede en række af de hits, han havde skrevet for Motown.
- I 2005 indspillede the Pussycat Dolls, ligesom Soft Cell, et medley af "Tainted Love/Where Did Our Love Go" på debutalbummet PCD.
- Sangeren Declan Galbraith indspillede sangen på dennes andet album Thank You fra 2006.
- I 2011 udgav Julia Nunes på YouTube et remix af sangen mixet med Justin Bieber's sang "Baby".

## Eksterne links
- Tekst til sangen Arkiveret 10. januar 2014 hos  Wayback Machine
- Liveoptræden på tv-show